# Tintenfass

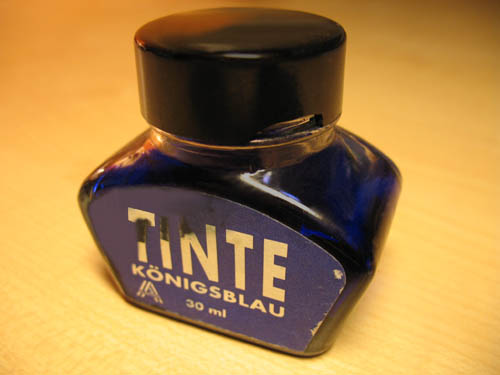
Tintenfass

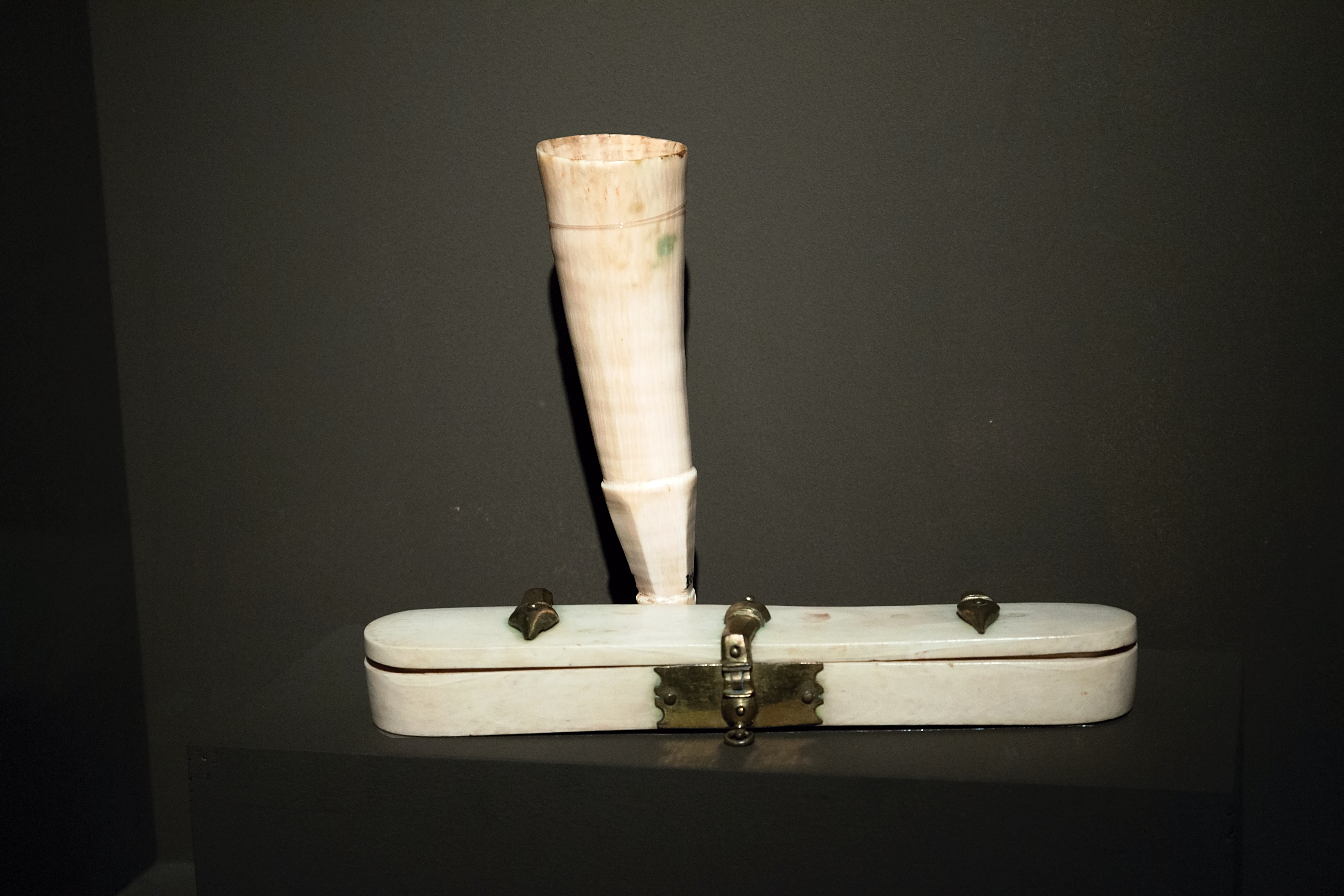
Tintenhorn 9.–11. Jahrhundert. Museum Schnütgen

Ein Tintenfass (auch Tintenhorn) ist ein Behälter zur Aufbewahrung von Tinte für die Anfertigung von Handschriften mittels einer Schreibfeder. Das Tintenfass war jahrhundertelang bis zur Erfindung des Füllfederhalters ein unentbehrliches Utensil für handschriftliche Mitteilungen. Nach seiner Verdrängung durch andere Schreibtechniken kam das Sammeln von Tintenfässern gegen Ende des 20. Jahrhunderts in Mode. Die begehrtesten Sammlerstücke stammen aus dem Zeitraum von der Amerikanischen und der Französischen Revolution bis in die 1930er Jahre.

## Geschichte

### Anfänge

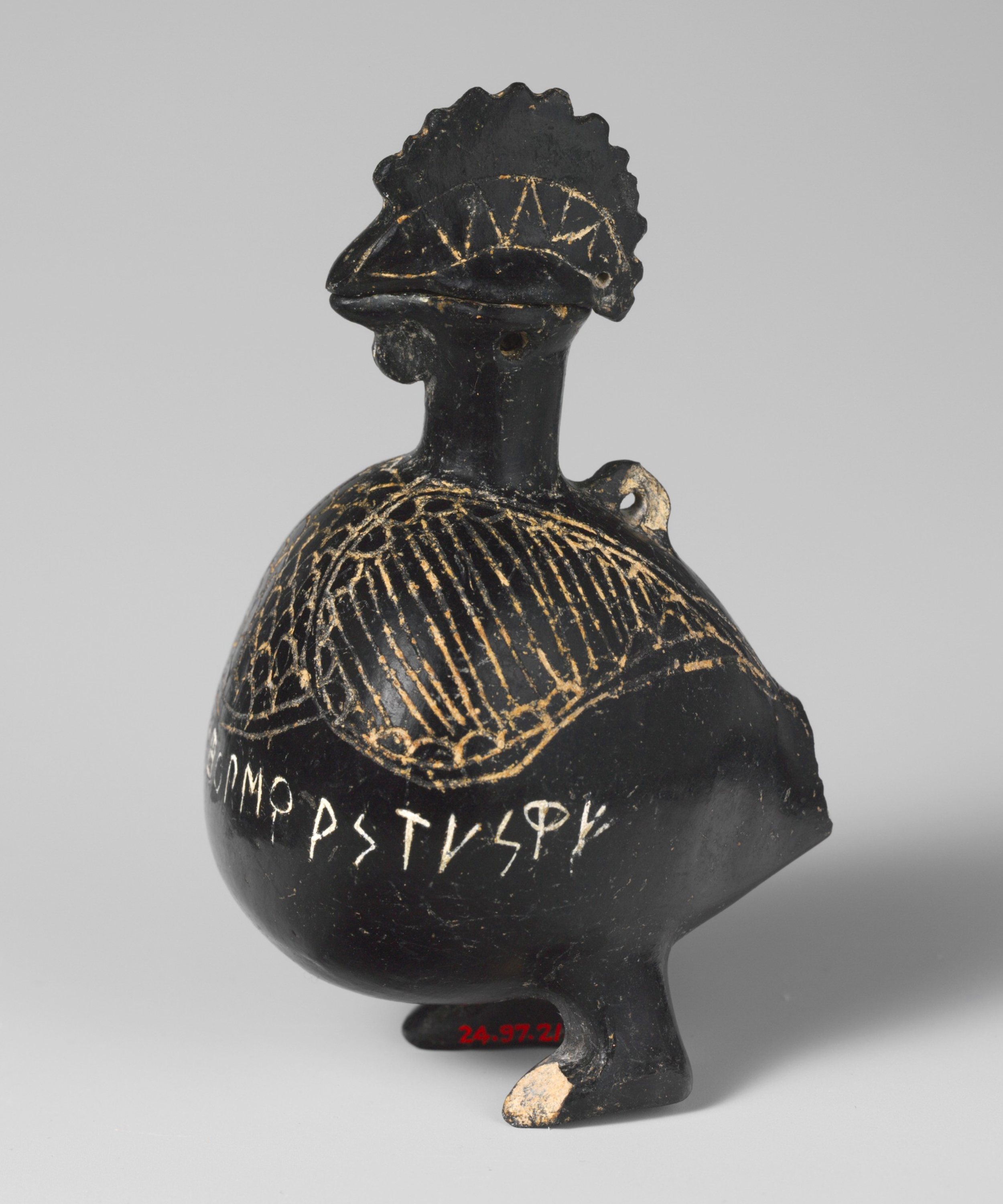
Etruskisches Bucchero-Hähnchen von Viterbo (7. Jh. v. Chr.) Diente vermutlich als Tintengefäß.

Mit Sicherheit wurde die Tinte vor dem Tintenfass erfunden, in Form einer Tusche aus Ruß, Gummi arabicum und Wasser bei den Chinesen und Ägyptern um 2600 v. Chr. Die auf Papyrus und Pergament licht- und luftbeständige Tinte, die sogenannte Eisengallustinte, gibt es seit dem 3. Jahrhundert v. Chr. Eisengallus bestand aus dem Sud gekochter Galläpfel, der mit Eisenvitriol versetzt wurde. Alte Tintenzeichnungen sind oft an der Rückseite des Blattes erkennbar, da Eisenvitriol das Papier zersetzt.
Die Anfänge des Tintenfasses liegen im Dunkeln. Die ersten einfachen und schmucklosen Tintenfässer wie etwa Rinderhörner als Tintenhorn hatten lediglich die Aufgabe, die Tinte aufzubewahren und so lange wie möglich in flüssigem Zustand zu erhalten. Aus der römischen Antike sind verzierte Exemplare aus Bronze erhalten. Im Spätmittelalter begannen erfolgreiche Kaufleute und Handwerker, das Tintenfass zu ihrem Statussymbol zu machen.

### Mittelalter
Aus dem Tintenfass wurde allmählich ein Tisch-Schreibzeug, das aus geschnitzten und reich verzierten Kassetten, kastenförmigen Behältern und den dazugehörigen Gefäßen für Tinte und Schreibgerät bestehen konnte. Wie bei vielen Gebrauchsgegenständen spiegelten die Tintenfässer in besonderem Maße Trends, Geschmack, Zeitgeist und Kultur der Menschen wider, die sie entwarfen und fertigten.
Schlichtes silbernes Schreibzeug gab es etwa seit Ende des 15. Jahrhunderts. Prachtvoll ornamentierte Tintenzeuge kamen im 16. Jahrhundert auf.

### Neuzeit
Kunsthandwerker wie Silberschmiede, Töpfer, Metallwerker und Möbeltischler schufen zu Beginn des 18. Jahrhunderts einen Tintenfassboom. Die Silberschmiede, die bis dahin vor allem für ihre kunstvoll gefertigten Tablette und Kerzenleuchter bekannt waren, kombinierten ihre Erzeugnisse mit aufwendig geformten und ziselierten Tintenfässern, Schreibgarnituren und Sandstreuern. Im Nordwesten der Vereinigten Staaten von Amerika entstanden zum Ende des 18. Jahrhunderts mehr als 70 Tintenfass-Manufakturen. Weltweit produzierten zu diesem Zeitpunkt mehrere Hundert Betriebe.
Die Tinte zur Unterzeichnung der Declaration of Independence der USA befand sich in einem Tintenfass aus echtem Sterlingsilber, während Abraham Lincolns Arbeitstisch ein aus Holz geschnitztes Tintenfass zierte.

### Die Hochzeit der Tintenfässer: das 19. Jahrhundert
Das "goldene Zeitalter" des Tintenfasses begann allerdings erst im späten Viktorianischen Zeitalter, also in der zweiten Hälfte des 19. Jahrhunderts. Hier dominierte das reich verzierte silberne Schreibzeug auf silbernem Tablett aus reinem Sheffield Silber. So legte etwa Admiral Lord Nelson großen Wert darauf, seine Sheffield-Plate auf Reisen zu Wasser und zu Lande stets mit sich zu führen. Auch Hofdamen und Mätressen postierten Tintenfassensembles auf ihren Toilettentischen.
Reisetintenfässer mit sicheren Verschlüssen gegen das Auslaufen der Tinte in Taschen und Reisekoffern wurden besonders von Handlungsreisenden im 18. und 19. Jahrhundert benutzt.
Die Tintenfässer begannen mit der Innovation des Füllfederhalters im Jahre 1884 vom Markt zu verschwinden. Die Erfindung des Kugelschreibers im Jahre 1932 leitete den endgültigen Niedergang des Tintenfasses ein. Aber noch in den 1950er Jahren saßen die Schüler der Grundschulen an Schulbänken, die in einer Öffnung an der Vorderkante mit einem Tintenfass aus Porzellan versehen waren.
Die heute verwendeten Tintenfässer sind eigentlich Tintenflaschen. Meist handelt es sich um einfache, unverzierte Verkaufsgebinde der Tintenhersteller aus Glas oder Kunststoff.
Einige Luxusartikelhersteller wie Montblanc stellen noch richtige Tintenfässer für den Schreibtisch her. Diese haben aber vornehmlich dekorativen Charakter und werden nur zum gelegentlichen Nachfüllen des Füllfederhalters verwendet.
Schulfüller verwenden heute ausschließlich Tintenpatronen.

## Galerie

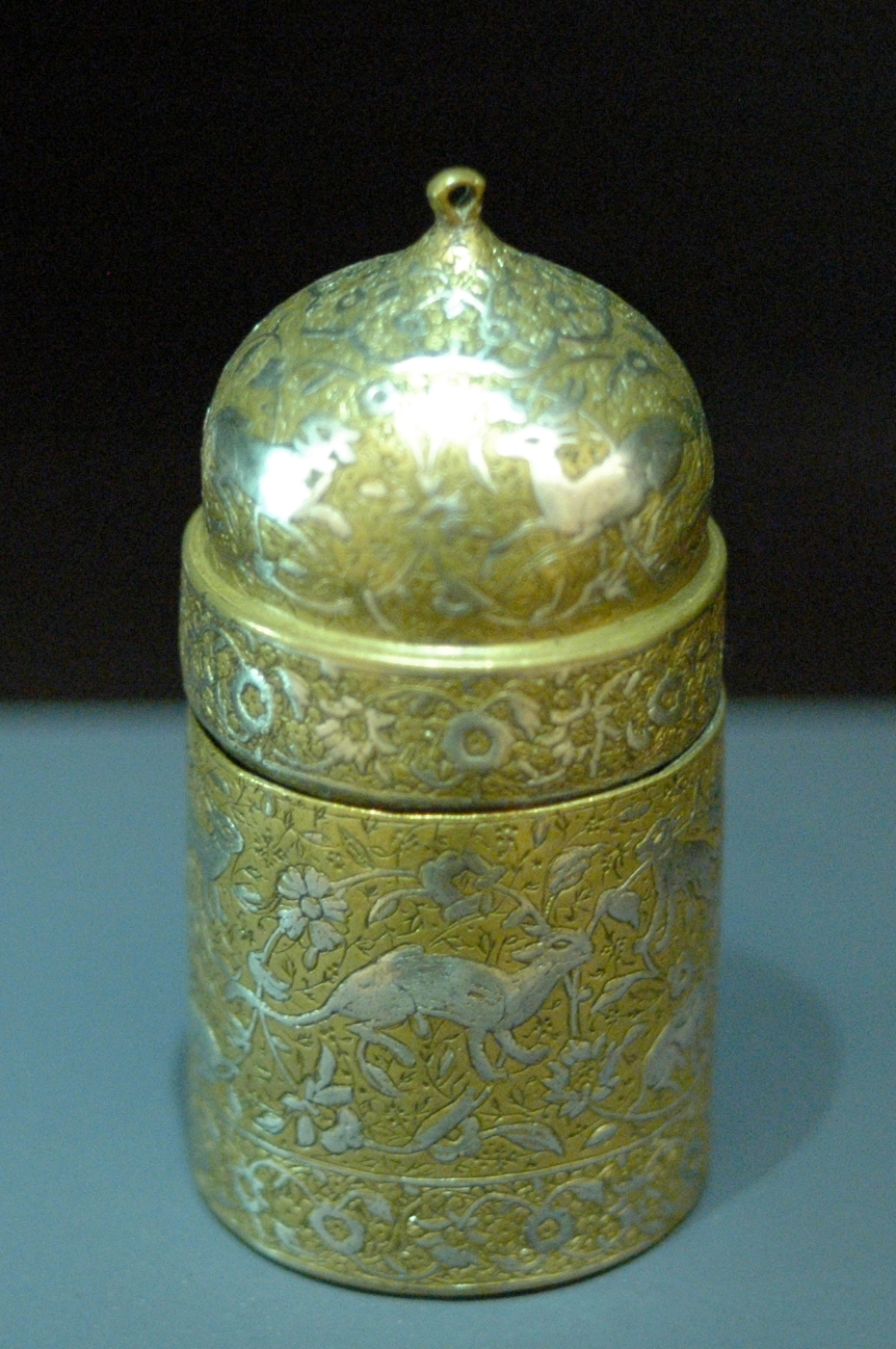
Persisches Tintenfass, 2. Hälfte des 16. Jhs.
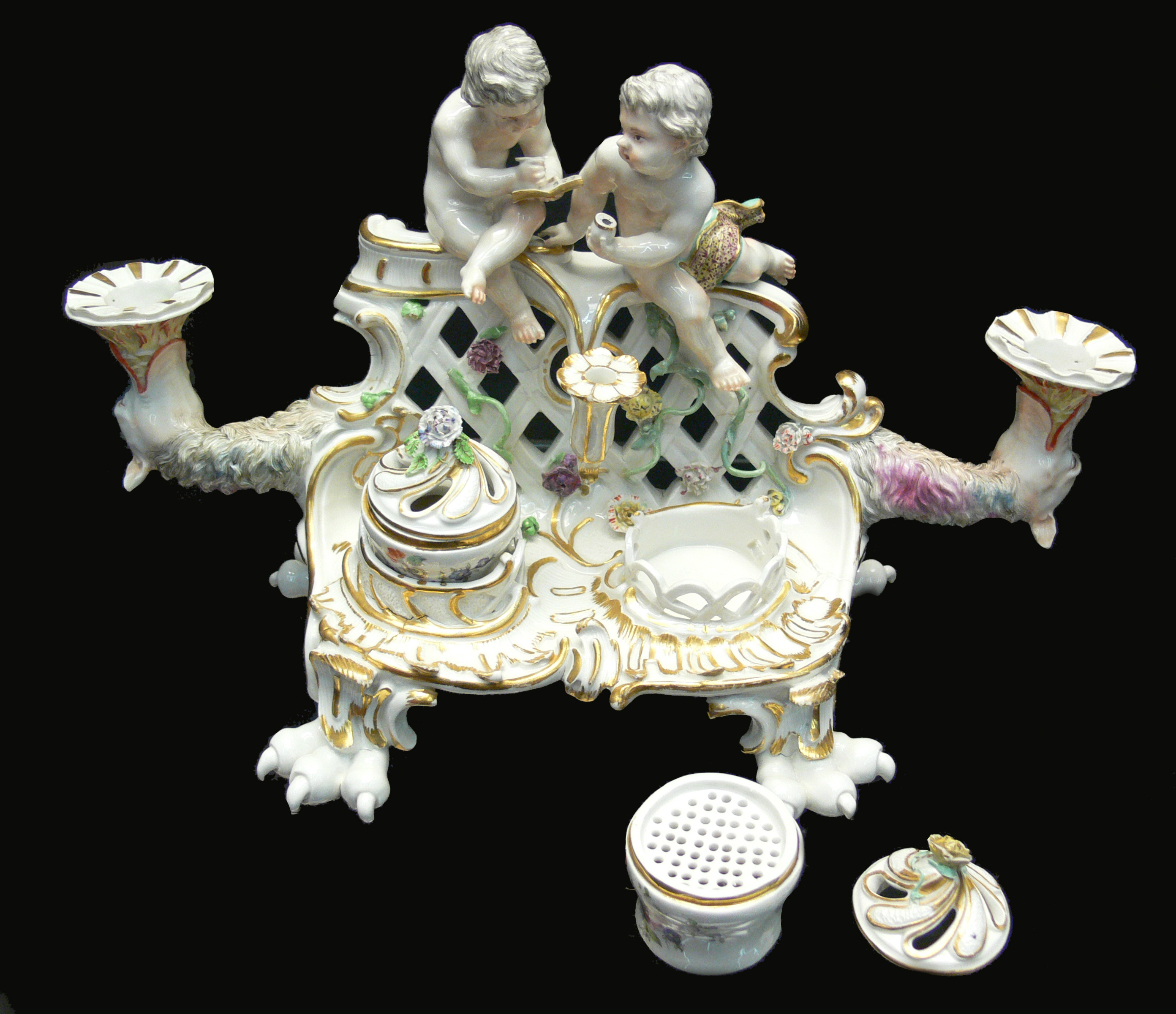
Luxuriöses Schreibzeug aus Ludwigsburger Porzellan, um 1765
Reisetintenfass
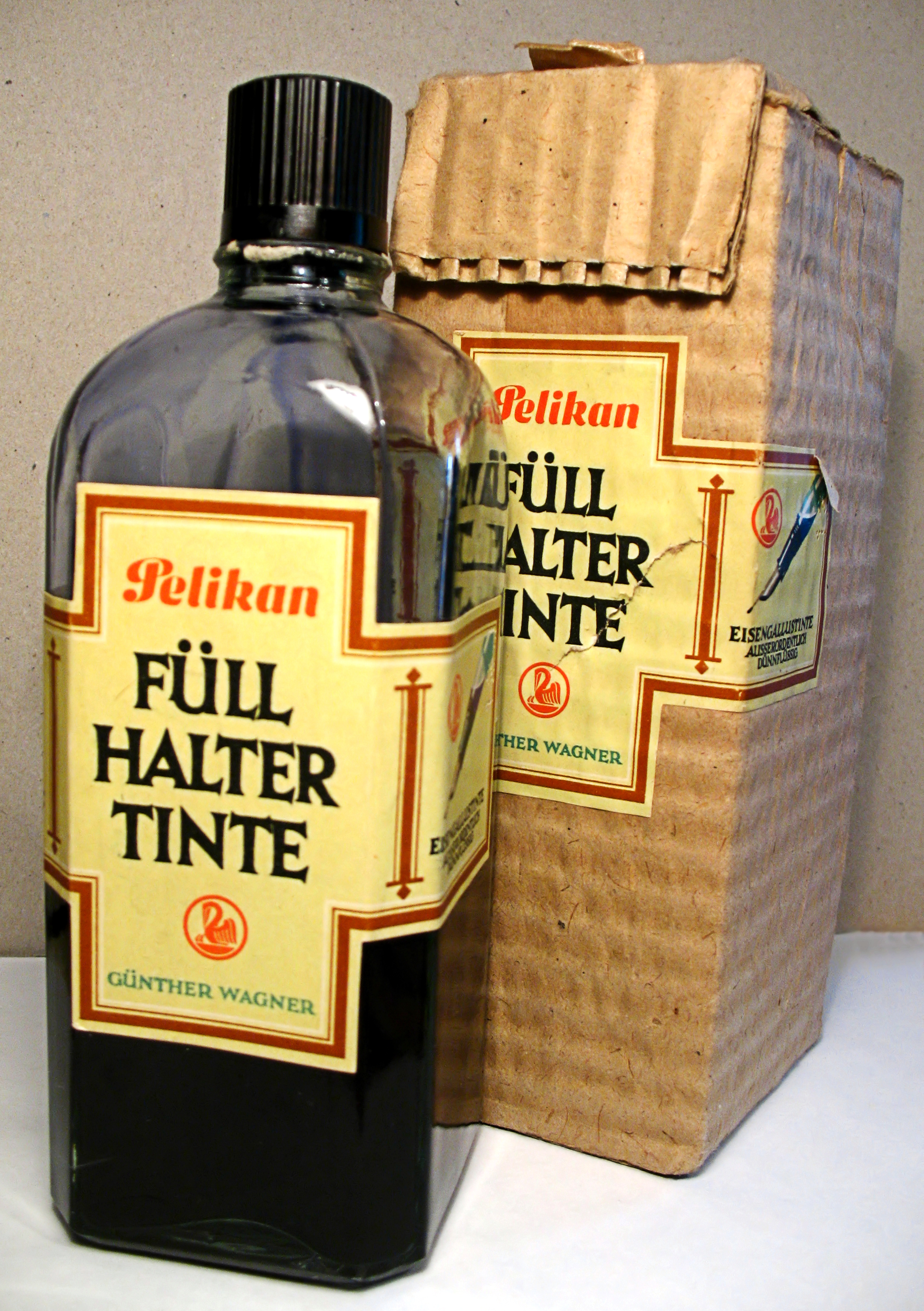
Nachfüllbehälter ½ Liter, 1950er Jahre
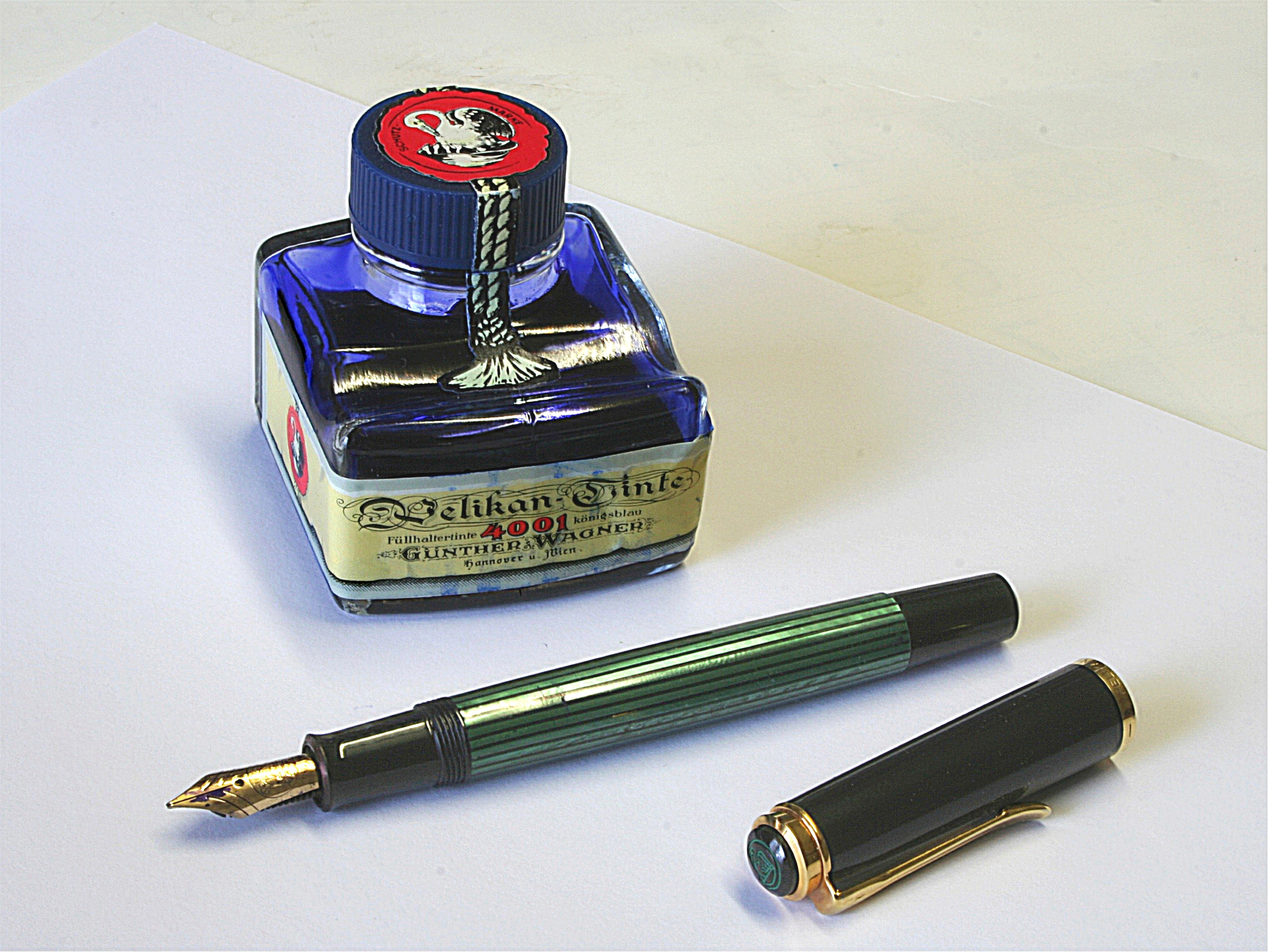
Tintenfass mit der bekannten Tinte Pelikan 4001 und Kolbenfüllfederhalter
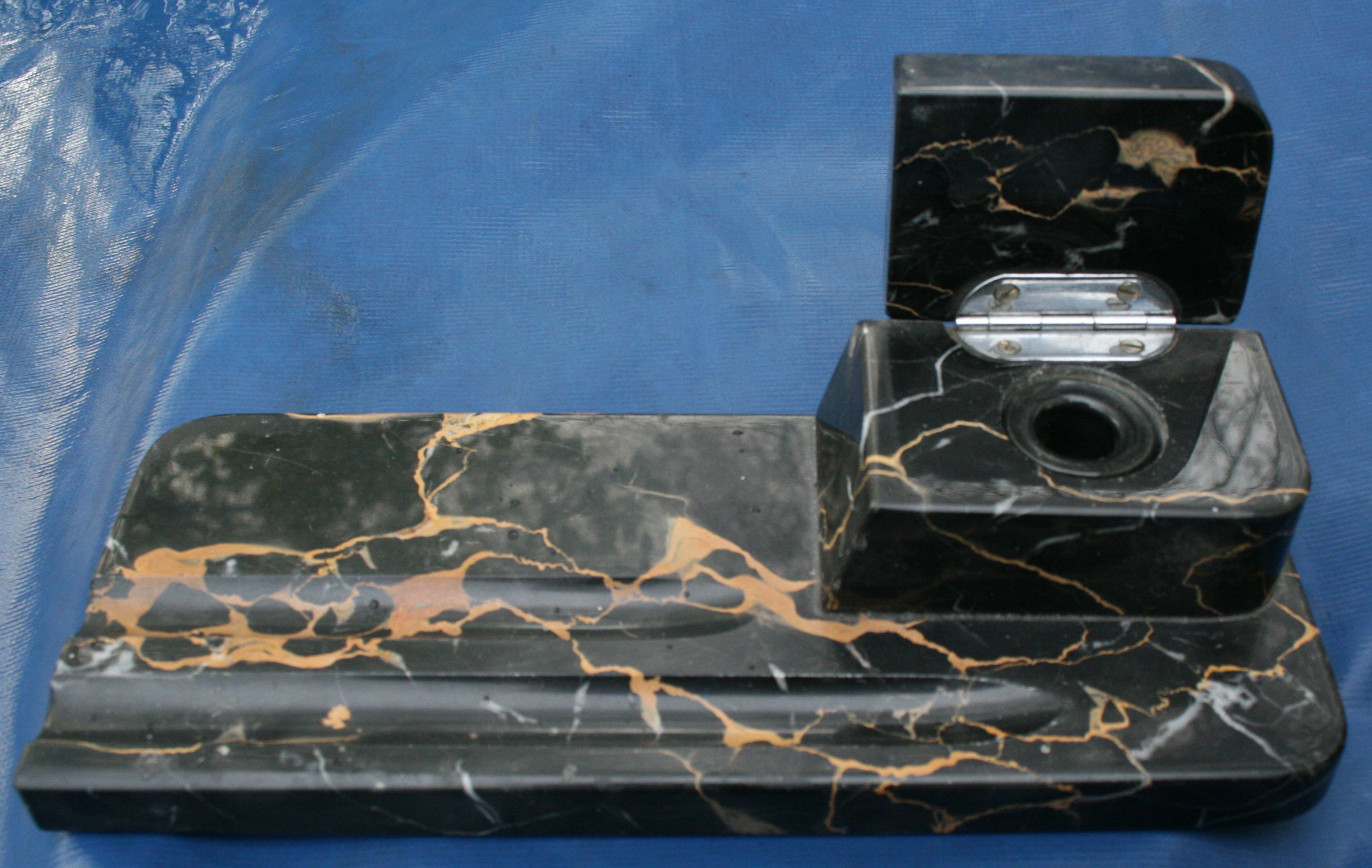
Tintenfass mit Schreibablage aus Nero Portoro
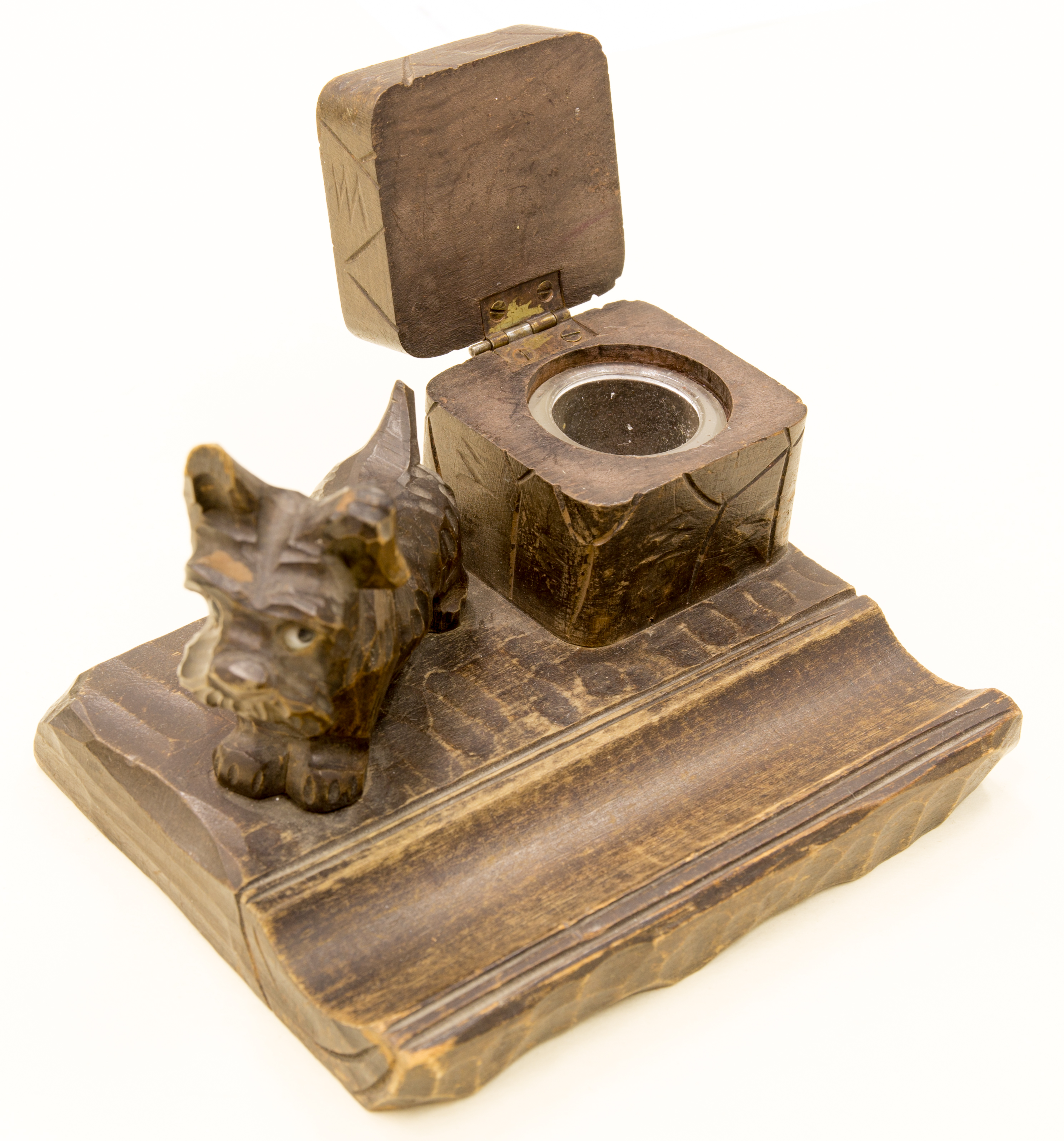
Schreibgarnitur, kombinierte Stiftablage mit einem Tintenfasshalter und Hund als Dekor, im Bestand des MEK

## Trivia
- Die Burg Münzenberg wird in der Region auch Wetterauer Tintenfass genannt, da ihre Silhouette mit den zwei Türmen an ein zweiteiliges Tintenfass erinnert, wie sie ab dem 18. Jahrhundert gebräuchlich waren (das zweite "Fass" nahm den Sand auf, der vor der Erfindung des Löschpapiers benutzt wurde).